# Wellhorn
Wellhorn är ett berg i Bernalperna i kantonen Bern i Schweiz. Det är beläget på gränsen mellan kommunerna Meiringen, Grindelwald, Innertkirchen och Schattenhalb, cirka 60 kilometer sydost om huvudstaden Bern. Toppen på Wellhorn är 3 191 meter över havet.